# A fotográfia története

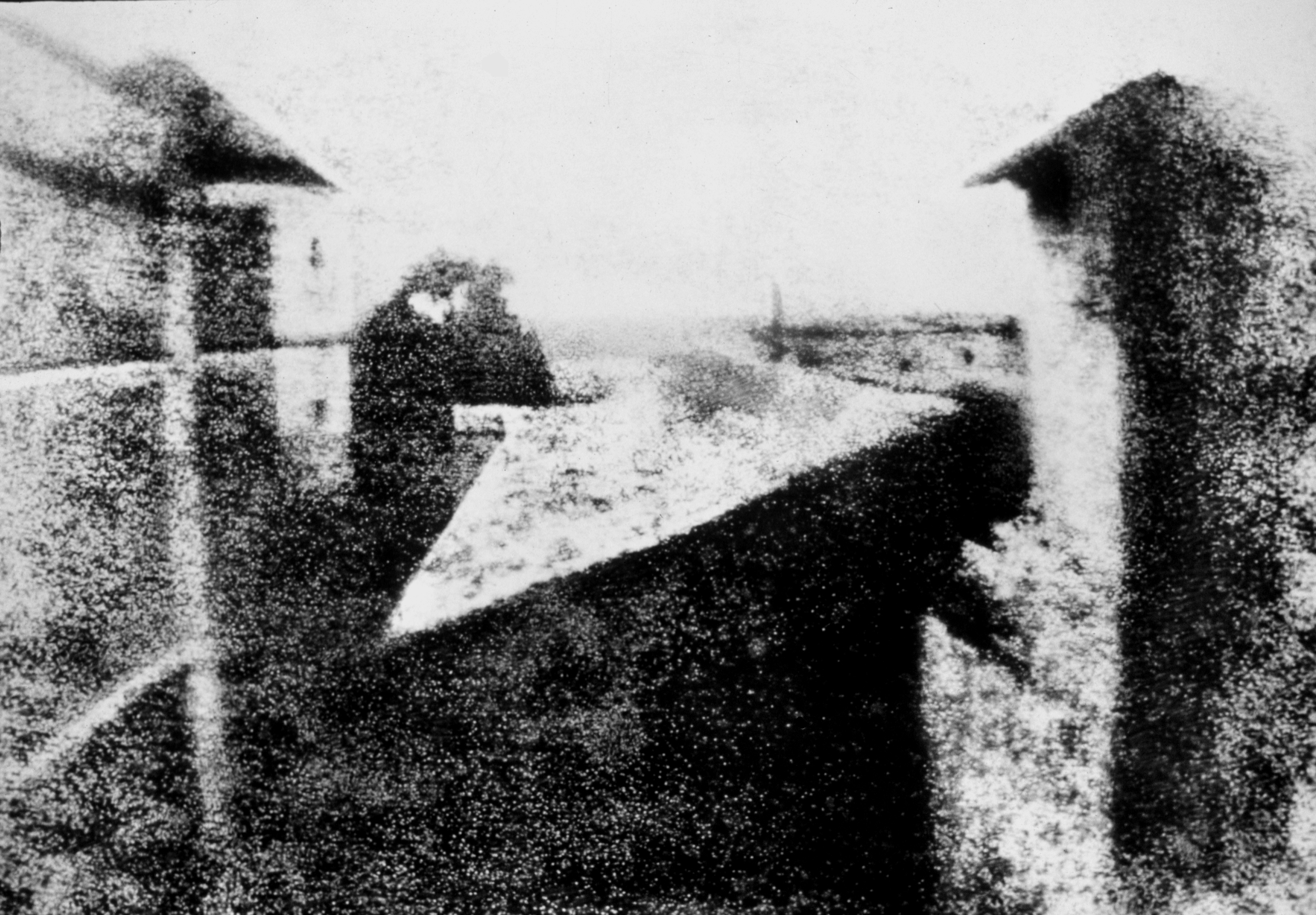
A legrégebbi ismert fotográfia: Kilátás a dolgozószobából (1826 v. 1827). A felvételt Joseph Nicéphore Niépce, a fotográfia egyik feltalálója készítette több mint 8 órás expozícióval

A fotográfia története a 19. század elejére nyúlik vissza. A társadalom minden szintjén tömeges igény jelentkezett a valóságot legteljesebben megközelítő ábrázolás rögzítésére. Már nem tartották elsőrendűnek a képek mitológiai és vallásos mondanivalóját. Fontosabbnak tűnt az ábrázolás hogyanja. A feltörekvő polgárság reális életszemlélete a valósághű ábrázolást kívánta meg. Ezt az igényt a fény felhasználásával készülő fényképek teljes mértékben kielégítették. Új formát jelentett az újra felfedezett valóság megmutatásában a korábban megszokott képzőművészeti (festmény, szobor) alkotásokhoz képest. Az új forma egyidejűleg új technológiát is életre hívott. A hagyományos festészetet, szobrászkodást felváltotta a viszonylag rövid idő alatt elsajátítható optikai-vegyészeti eljárás, a fényképészet. Az új technológia kétlépcsős volt, képrögzítésből és képelőhívásból állt.

## A képrögzítés története

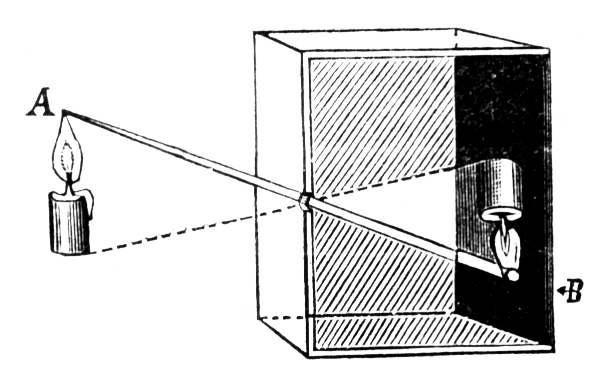
Klasszikus camera obscura példa

A fényképezés technikai feltételeit, vagyis a fény optikai és kémiai hatását már korábban ismerték. A fényképezőgép őse, a camera obscura képalkotását már az arabok is feljegyezték i. sz. 900 körül. Használata a 17. század óta széles körben elterjedt a művészek között. Az ezüstsók fényérzékenységét pedig a 18. század elején fedezte fel Johann Heinrich Schulze német vegyész.
Mindehhez döntően hozzájárult a valósághű művészetábrázolás fő társadalmi bázisának, a polgárságnak a szemlélete. A 19. század legfőbb irányzata a Biedermeier, a gépek, a technika iránti tisztelet, modernség, illetve az ezek által a valósághű ábrázolásra való törekvés mintegy szükségszerűvé tette a fotográfia feltalálását. Az igény megjelenésével egyidejűleg, egymástól függetlenül több kutató is megoldotta a camera obscura által rajzolt kép rögzítésének technikai problémáját.
Az első fényképezőgépek egyszerű fadobozok voltak, amelyeknek egyetlen üvegdarabból csiszolt lencséi oly kevés fényt eresztettek a fényérzékeny lemezre, hogy a megvilágítási (expozíciós) idő több percig tartott. Emiatt a lefényképezendő személyeket különféle nyak- és testmerevítőkkel látták el, ezek a satuszerű szerkezetek biztosították, hogy a kliens ne mozduljon el a fényképezés ideje alatt.
Joseph Nicéphore Niépce és Louis Daguerre találmányát Daguerre pártfogója, Arago, a nagy tekintélyű fizikus és csillagász 1839. január 7-én jelentette be a Francia Akadémián. Miután a francia állam a találmányt életjáradék fejében megváltotta, a világnak ajándékozta, hogy bárki szabadon foglalkozhasson a fényképezéssel. Ugyanez év augusztus 19-én a Tudományos és Képzőművészeti Akadémia együttes ülésén hihetetlen nemzetközi érdeklődés közepette, a vegyi eljárást részletezve ismertette a dagerrotípia készítését. Ezt a napot, 1839. augusztus 19-ét, tekinthetjük a fényképészet megszületésének. Hatalmas sikerét jól példázza, hogy alig egy évvel a bemutató után, 1840-ben , már több mint 20 nyelven jelent meg leírás róla, többek között magyarul is. A sors fintora, hogy William Henry Fox Talbot 1839. január 25-én a londoni Royal Societynek bemutatott negatív-pozitív eljárása, a talbotípia megelőzte a francia bejelentést, azonban olyan szabadalmi megkötések voltak rajta, melyek nem kelhettek versenyre a „világnak ajándékozott”, vagyis közkincs dagerrotípiától. A sors másik fintora, hogy Daguerre a magáról elnevezett dagerrotípiához nem sokat tett hozzá, azt gyakorlatilag Nicéphore Niépce dolgozta ki, azonban Niépce korai halála és a vele kötött szerződésen Daguerre nevét írták az első helyre, az elkészült képrögzítési eljárás is Daguerre nevét kapta. 1840 – William Fox Talbot kifejleszti a pozitív/ negatív eljárást, melyet fotogenetikus rajzoknak, később kalotípiának nevez illetve pert indít Daguerre ellen a fotográfia mint szabadalom tulajdonjogát illetően, 5 évvel korábbi eredményeire hivatkozva, de elveszti.

### Képrögzítés fejlődése
A következő évtizedekben a képrögzítési eljárások fejlődése, a záridő rövidülése, a folyamatosan fejlődő technika vívmányainak felhasználása a fényképezőgépekben, illetve maga a fényképezőgép (a váz) és az objektívek fejlődése gyakran kihatott az uralkodó fényképészeti irányzatokra, stílusokra. A celluloid film 1887-es, majd az első, kifejezetten amatőr- és hobbifotósok számára kifejlesztett gép 1888-as kifejlesztésével és piacra dobásával, illetve az előhívólaborok megnyitásával George Eastman és Henry Strong cége, az Eastman Kodak Company több, mint egy évszázadra bebetonozta magát a vezető fotográfiai cégek közé, mely iparnak a XIX-XX. század fordulóján, illetve a XX. század első évtizedeiben gyakorlatilag egyeduralkodója volt. A Kodak által bevezetett újítások és üzleti modell a fotográfiát a tehetősebbek szórakozásából, illetve „különleges státuszából” köznapivá és szinte bárki számára elérhetővé tette. A Kodak 1930-ban bekerült a Dow Jones Ipari Átlagba, ahonnét csak 2004-ben került ki. Egyúttal az addig roppant változatos képméretek kezdeti sztenderdizálása is a Kodakon keresztül történt; fényképezőgépei és filmjei annyira elterjedtek voltak, hogy más film- és fényképezőgép-gyártók is az ő méreteikre gyártották eszközeik, filmjeik többségét. Ezzel párhuzamban más cégek is próbálkoztak saját sztenderdek felállításával, több-kevesebb sikerrel, mint például a Leica, mely 1925-ben hozta forgalomba a 35 mm-es filmet, ami mind a mai napig az „alapfilm”, azaz a legelterjedtebb filmméret mind fényképezésben, mind filmezésben. 

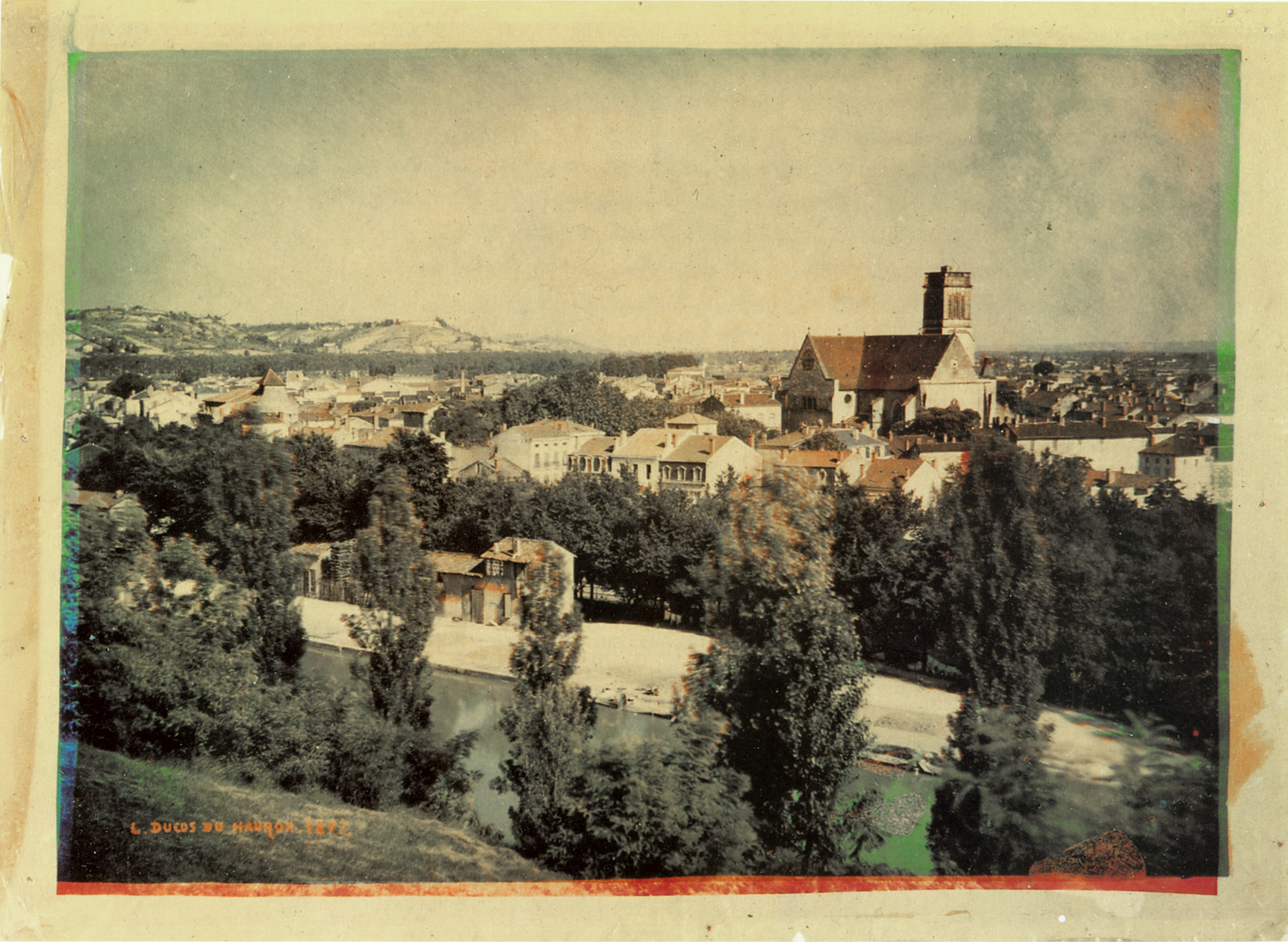
Agen látképe a St. Caprais katedrálissal (Louis Ducos du Hauron, 1877) a világ első színes fotói közül való.

### Első színes kép
Az első színes képet az angol fizikus James Clerk Maxwell készítette 1861-ben. A színes képek az 1910-es évekig ritkaságszámba mentek. Ezek többsége eredetileg fekete-fehér kép volt, melyet kézzel színeztek, utólag. Az első színes-filmet már 1907-ben forgalomba hozta a Kodak, mely az autokróm eljárásra épült. A színeket valósághűen visszaadó filmre, a színes fotográfia valódi megszületésére 1935-ig várni kellett, mikor a Kodak bevezette a piacra az előző évben kikísérletezett Kodachrome nevű filmjét. Természetesen nem a Kodak volt az egyetlen gyártó, de Európában kétségkívül igen elterjedt. A fényképészet története bizonyos mértékig összefonódik a Kodak fejlesztéseivel, kísérleteivel.
1876 – Ferdinand Hurter és Vero Charles Driffield elkezdte vizsgálni a fényképek érzékenységi jellemzőit, ebből teljesen új tudományág született, a szenzitometria, amely a fényérzékeny anyagok tulajdonságait kutatja.

## A kamera fejlődése
1937-ben Dr. Edwin Land több évnyi kutatómunka után megalapította Polaroid Corporation nevű cégét, hogy olyan kamerát fejlesszen ki, amely azonnal, ott helyben elő is hívja a képet. Eztán még tíz évnyi fejlesztő munka következett, mielőtt 1947. február 21-én bemutathatta 18×24 cm-es kameráját és a polaroid eljárást az Optical Society of America-nak. A kereskedelmi forgalomba kerülést követően jelentős sikereket ért el, noha a polaroidfilm 9-10-szer is drágább volt a normál filmnél, és kizárólag a Polaroid által gyártott kamerákba volt jó. Az első Polaroid diapozitív 1957-ben, míg az első színes Polaroid kép csupán 1963-ban készülhetett el.
1959-ben a Nikon Corporation forgalomba hozta a Nikon F nevű kameráját, amivel bevezette az F bajonettet, mint sztenderd kapcsolódási módot a fényképezőgép (a váz) és a különböző optikák között, így egy adott objektívet különböző Nikon gépeken is használni lehetett. Az ötlet olyan sikeresnek bizonyult, hogy rövid idő alatt az összes fényképezőgép- és objektívgyártó vállalat F bajonettel kapcsolta össze gépét és objektívjeit, nem mellesleg megteremtve ezzel a márkák ötvözésének újabb lehetőségét (pl. Leica gépen Nikon objektív, benne Agfacolor film). A Nikon F képkereső megoldása szintén hamar sztenderddé válik.

### Automata és digitális fényképezőgép
Szintén 1959-ben került forgalomba az első teljesen automata fényképezőgép, az Agfa Optima. 1964-ben a Pentax kifejlesztette a TTL (through-the-lens, azaz az optikán keresztül) képkereső-rendszert, amivel a ma megszokott módon a keresőbe nézve közvetlenül az objektív által rajzolt kép vált láthatóvá.
A videótelefonok kifejlesztésén fáradozó AT&T Bell Laboratories a kutatások számos „melléktermékének” egyikeként 1973-ban előállította a világ első digitális fényképezőgépét, melyet az általuk kifejlesztett CCD-vel felszerelve a cég egyik partnere, a Fairchild Semiconductor hozott forgalomba még abban az évben. A számítógépek rohamos fejlődésével együtt járt a digitális fényképezőgépek gyors fejlődése is, 1986-ra a Kodak digitális gépe már egy megapixeles képek készítésére is alkalmas volt, azonban ezek akkoriban körülményes előhívása és magas ára miatt egészen az 1990-es évek végéig, 2000-es évek elejéig gyakorlatilag alig voltak piaci forgalomban. Az első fényképezőgép, mely számítógépes fájl formátumban készített képet a Fuji DS-1P volt, 1988-ban, 16 megabájtos memóriakártyával, amit egy külön elem működtetett. Az első, kereskedelmi forgalomban kapható digitális kamera a Dycam Model 1 (avagy Logitech Fotoman) volt. A CCD képszenzorral ellátott gép digitálisan tárolta a képeket és közvetlenül csatlakoztatható volt egy számítógéphez letöltés céljából. 1991-ben a Kodak piacra dobta a Kodak DCS 100-ast, a világ első digitális tükörreflexes fényképezőgépét, mely már az 1988-ban bevezetett JPEG sztenderdben készítette a felvételeket. A technika rohamos fejlődésével már csak idő kérdése volt, hogy mikor fogják a digitális gépek minőségben és elérhetőségben (árban) beérni a „hagyományos” masinákat.

### Flash kártya megjelenése
1995-ben a Casio QV-10-es gépe volt először felszerelve LCD kijelzővel, az első CompactFlash kártyát pedig az 1996-ban megjelent Kodak DC-25-ben lehetett használni.
Szintén 1995-ben jelent meg a fényképezőgép és a videókamera első kereskedelmi forgalomban is elérhető digitális ötvözete, a rövid videók készítésére is alkalmas Ricoh RDC-1. Ezen gépek akkoriban gyakran horribilis ára (a Kodak DCS 100 például 13 000 dollárba került 1991-ben) azonban elriasztott szinte minden érdeklődőt. A „digitális áttörés” a Nikon D1 1999-es megjelenésével kezdődött, melynek hatezer dollár alatti ára és 2,74 megapixeles felbontása már érdemessé tette megvételre a gazdagabb műkedvelők és profi fényképészek számára. A digitális kamerák „totális áttörése” 2003-ban jött el, mikor a Canon forgalomba hozta a Canon EOS 300D-t , a „digitális lázadót”. Ezer dollár alatti ára és hat megapixel feletti felbontása a számítógépek elterjedésével együtt gyorsan népszerűvé tette a digitális fényképezőgépeket, amik csakhamar kiszorították a „hagyományos” masinákat a piacról, maga után vonva a fotólaborok és előhívó-üzletek gyors ütemű visszaszorulását, felszámolását.

## A jelen
Napjainkban a fényképészet, mint önálló szakma, tulajdonképpen már alig-alig létezik. Ennek oka, a modern digitális rendszerű eszközök (fényképezőgépek, filmfelvevők, fényképezésre alkalmas mobiltelefonok) XX. század végi hihetetlen mértékű és gyorsaságú elterjedése a földtekén. Ez azonban nem jelenti azt, hogy a fényképezés tudománya (beállítás, különleges viszonyok közötti munka stb.) abszolút szükségtelenné vált volna. Mindenesetre csak profi cégek igénylik ilyen szakember munkáját a mostani időkben.[forrás?]
A modern média oktatás része lett a fotográfia, mint művészet. Különböző felsőfokú oktatási intézmények, egyesületek, alapítványok meglehetős rendszerességgel hirdetnek fotópályázatokat, amelyek eredményeként meglepően jó munkák is születnek.
Rendkívül fontos, hogy az utókor megismerje ezt az önálló művészeti ágat, amely két évszázadon keresztül kenyeret adott sok-sok embernek a fényképészet szakmája által. A megismerés egyik lehetősége múzeumok létesítése, támogatása, gyűjtemények kiegészítése, rögzítés az interneten minél tágabb körben, konferenciák rendezése, mint pl. a Magyar Nemzeti Múzeumban is történt 2011-ben.

## A feltalálók és eljárások

### Joseph Nicéphore Nièpce
A diadalmaskodó új szemlélet – a megérett technikai lehetőségek birtokában – hívta életre 1839-ben a fényképi rögzítést mint az akkori legalkalmasabb eszközt a valóság képi tükrözésére. Néhány őt megelőző kutató – mint az angol Thomas Wedgwood és a cornwalli Humphry Davy – hiábavaló kísérletezése után a francia Nicéphore Nièpce-nek (1765–1833) sikerült 1826-ban (más források szerint 1827-ben) elsőként a camera obscurában kirajzolódott képet fényérzékeny anyagon, a fény hatására megkeményedő ún. júdeai aszfalton rögzítenie (Kilátás a dolgozószobából). Mivel azonban az ő, s más (Alphonse Louis Poitevin, illetve Joseph Albert bajor udvari fényképész) által is heliográfianak (fénynyomatnak) nevezett eljárása igen durva, rossz felbontóképességével és igen alacsony érzékenységével nem felelhetett meg a közönség elvárásainak, felfedezője még nem léphetett vele a nyilvánosság elé. A Nièpce ablakából az udvarát és a szomszéd házat ábrázoló felvétel, mely a világ első fennmaradt fényképe, feltehetőleg nyolc óra hosszat tartó megvilágítást igényelt. Őt és Daguerre-t közös ismerősük, a párizsi optikus Charles Chevalier mutatta be egymásnak 1826-ban.

### Louis Daguerre

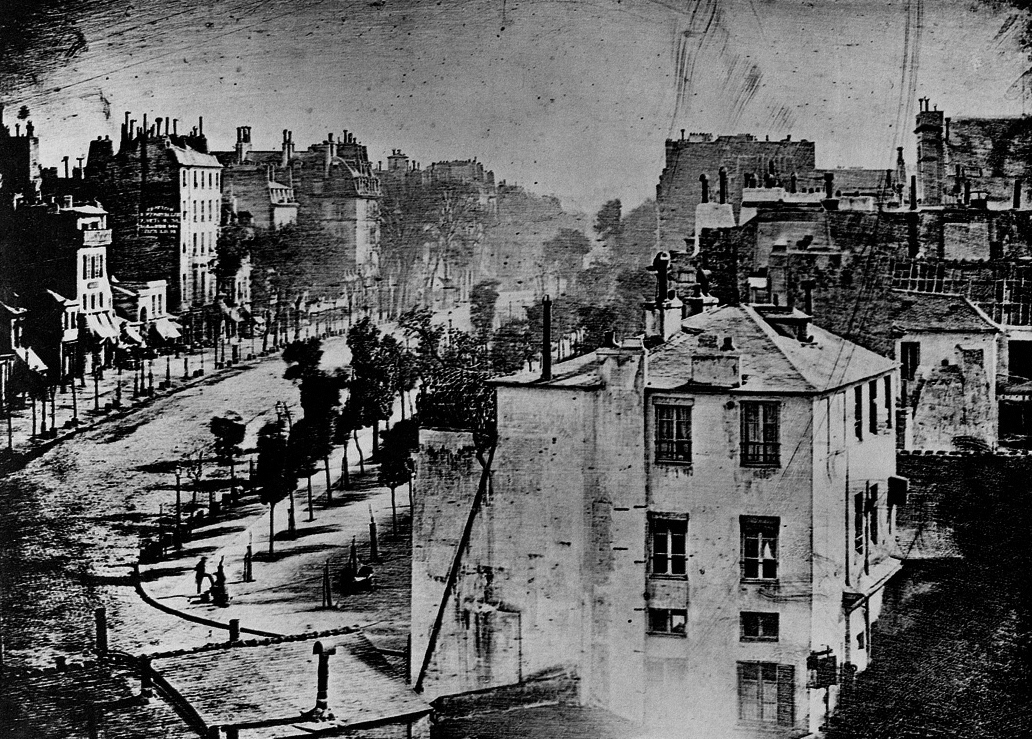
Az első embert ábrázoló fotográfia: Boulevard du Temple (1838), dagerrotípia, Daguerre

Nièpce kutatásait társaként folytató párizsi díszletfestő, Louis Jacques Mandé Daguerre (1787–1857) próbálkozásait viszont 1837-ben szerencse kísérte: a jódgőzzel kezelt, ezüstözött rézlemezen a keletkező ezüst-jodidból látens kép alakult ki, melyet Daguerre melegített higanygőzök segítségével tett láthatóvá. Az ezüst-jodid és a higany egymásra hatásaként a világos tónusokat, a fényeket adó ezüstamalgám jött létre, az árnyékokat pedig az ezüstalap sötétebb tónusai adták. Eljárásával hihetetlenül finom részleteket mutató, közvetlen pozitív kép alakult ki egyetlen példányban. A megvilágítatlan ezüst-jodidot Daguerre a további kémiai reakció kiküszöbölésére konyhasóval távolította el.
(érdekesség: A munka oroszlánrészét Nièpce végezte el, Daguerre csak tökéletesítette az eljárást, de mivel Nièpce 1833-ban meghalt, Daguerre annak fiával új társulási szerződést kötött, melyben az eljárást már magáról nevezte el, és az ötlet tulajdoni hányadát a maga javára írta 60-40 arányban, így a francia kormány által fizetett életjáradék is 6 000-4 000 frankban oszlott meg közöttük.)

### Más feltalálók
Daguerre felfedezésének hírére Európa-szerte többen is jelentkeztek, hogy ők is sikeresen oldották meg a camera obscura képének rögzítését.

#### William Fox Talbot

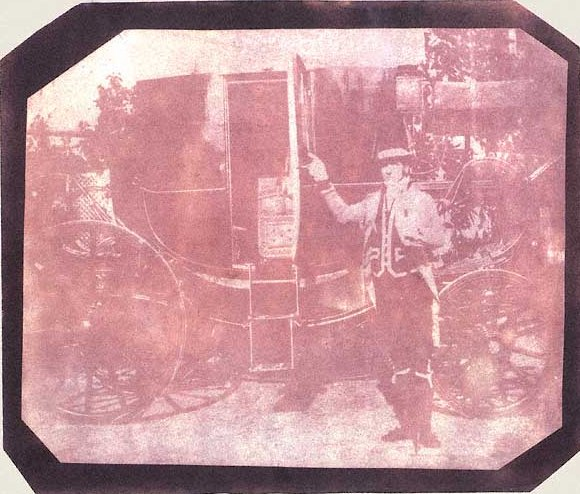
Cím nélkül, William Henry Fox Talbot: Türelmes kocsis (1840 végén, Kalotípia)

A fotográfia továbbfejlődése, a mai, a sokszorosíthatóságot biztosító negatív-pozitív eljárás megalapozása szempontjából az angol William Fox Talbot 1839. január 31-én a londoni Royal Societynek bemutatott negatív-pozitív eljárása, a talbotípia volt döntő jelentőségű. Ezzel bizonyítottan ő volt az első aki feltalálta a fotográfiát, mint képrögzítési eljárást, de több okból sem lett olyan népszerű és ismert, mint Daguerre és a dagerrotípia:
- nagyon szigorú felhasználási megkötések (szinte a végletekig leszabályozva)
- az általa használt anyagok kevésbé fényérzékenyek, így hosszabb exponálást igényeltek
- a papír tökéletlenségei nagyban rontották a kép minőségét, élvezhetőségét
- az eljárás kétszer ismétlődött (negatív előhívása, majd abból pozitív kép készítése)
- a képek idővel fokozatosan elhalványodtak

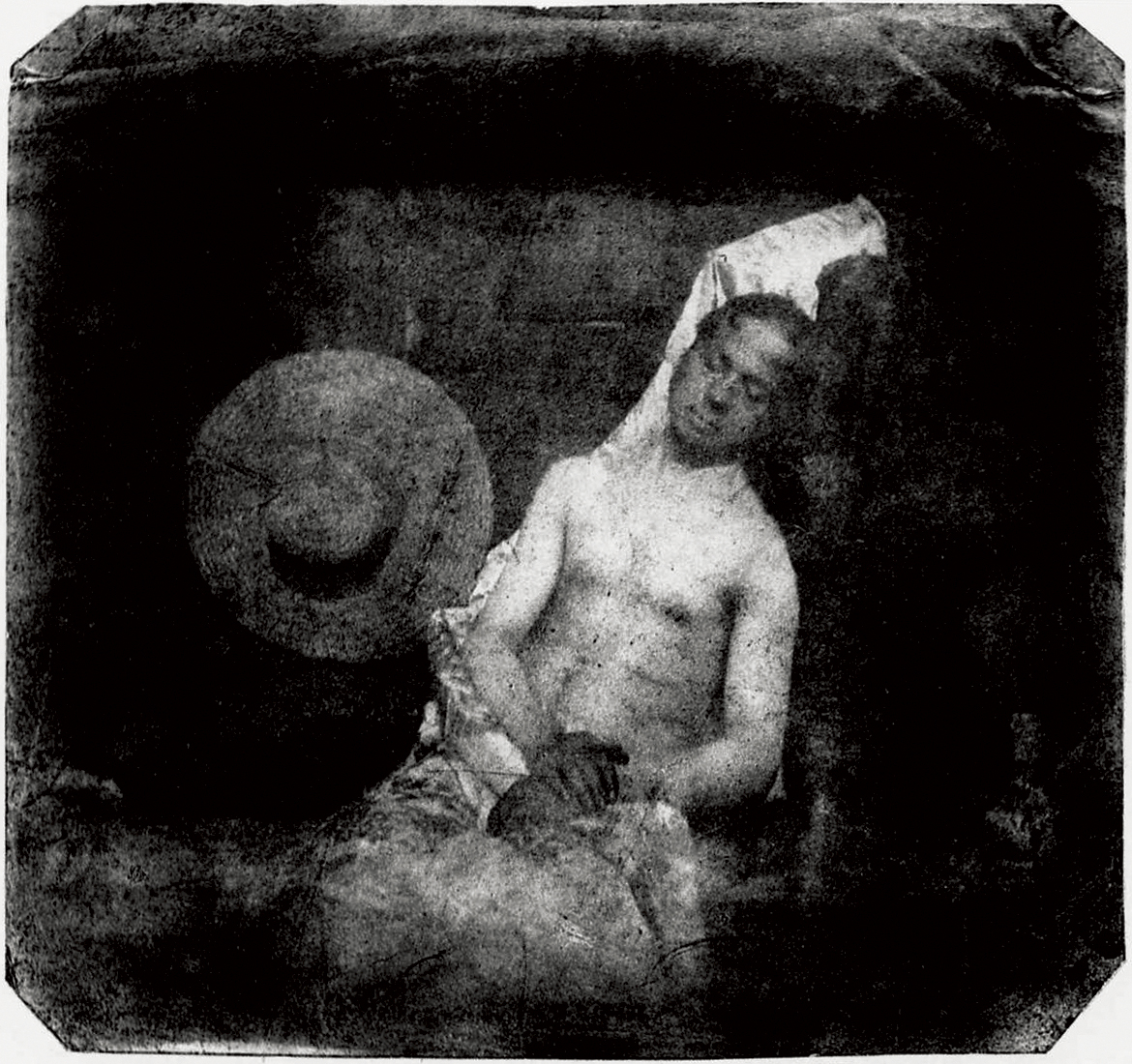
Hyppolite Bayard: Önarckép vízbefúltan (1840)

a tömény sóoldatos fixálás nem adott 100%-os biztonságot, de 1840-től Hershel javaslatára a nátrium-tioszulfát (a mai napig is a legjobb megoldás) már tökéletes volt.
Két év múlva 1841. január 31-én szintén küldött egy képet a Royal Societynek, melyben az 1840 őszén kidolgozott új eljárását a kalotípiát illetve az ily módon készíthető képek minőségét demonstrálja.
A kalotípia fontossága abban állt, hogy drasztikusan lecsökkentette az exponálási időt több óráról 3-10 percre, ragyogó napsütés esetén akár egy percre is.
Híg konyhasóval és ezüst-nitráttal átitatva a papírt, fényérzékeny ezüst-kloridot nyert, melyet tömény nátrium-kloriddal vagy kálium-jodiddal rögzített. A kisméretű, halvány képek előidézését, a galluszsavval történő előhívást azonban csak egy évvel később oldotta meg. A világon elsőként eredeti fényképekkel illusztrált köteteket adott ki: A természet irónja (The Pencil of Nature) és Skóciai napfényképek (Sun Pictures of Scotland) címmel.

#### Hyppolite Bayard
A francia Hippolyte Bayard (1801–1887) már 1839 márciusában ismertette módszerét: miután az ezüst-nitráttal átitatott papírt fényen megfeketedve jódkáliummal kezelte, a camera obscurában leexponálva kialakult közvetlen pozitív képet kálium-bromiddal rögzítette.
Rendkívül rövid idő alatt (1839–1840) fejleszti ki újítását a fotózásban: a direktpozitív eljárást.
Bayard a fényképezés nagy vesztese, mert bár harminc nagyméretű képét 1840 júniusában egy jótékonysági vásár keretében ki is állította, egyszerű, szellemes és olcsó eljárása támogató híján nem versenyezhetett a dagerrotípiával. Magát is belekomponálta a képekbe, mint élő bizonyítékot, hogy embereket is le lehet az eljárásával fotózni. (Legismertebb képe az Önarckép vízbefúltan (1840), mely elkeseredésének ironikus kifejezése.)
Hasonló volt a sorsa Friedrich Gerber berni egyetemi tanár 1839 februárjában publikált, papírra kidolgozott találmányának, Franz Kobell és Caril August Steinheil müncheni egyetemi tanárok 1839 nyarán a sajtóban még magyarul is ismertetett vegyi eljárásának, valamint a mikroszkópia tudósa, J. B. Reade papírkép-eljárásának. Nem terjedt el John Herschel angol csillagász különleges jelentőségű találmánya sem, bár ő egyheti kísérletezés eredményeként üveglemezre készített máig fennmaradt felvételt. E kiváló tudósok megelégedtek a tudományos probléma megoldásával, s – ellentétben Daguerre-rel és Talbot-val – nem foglalkoztak tovább annak gyakorlati anyagi kiaknázásával.

## Érdekességek a fotográfia történetéből röviden
| Évszám  | Esemény                                                                      | Kapcsolódó személy vagy cég                                | Jelentősége                                                                                        |
| ------- | ---------------------------------------------------------------------------- | ---------------------------------------------------------- | -------------------------------------------------------------------------------------------------- |
| 1826-27 | a világ első ismert fényképe: Kilátás a dolgozószobából                      | Nicéphore Nièpce                                           | több mint 8 órás expozíciós idő, minősége miatt még nem szabadalmaztatható                         |
| 1835    | kalotípia                                                                    | William Fox Talbot                                         | rövid expozicíós idő elérése (nem vált közismertté túlzott szabadalomvédelem miatt)                |
| 1839    | dagerrotípia                                                                 | Louis Daguerre és Nièpce közös találmánya                  | új vegyi eljárás szabadalma, amelyet III. Napóleon francia császár közkinccsé nyilvánított         |
| 1851    | nedves kollódiumos eljárás szabadalmaztatása                                 | Frederick Scott Archer és Gustave Le Gray                  | |
| 1861    | első színes fotó                                                             | James Clerk Maxwell                                        | képminőség, ötlet                                                                                  |
| 1871    | zselatinos emulzió szabadalmaztatás                                          | Richard Maddox                                             | megszületett a modern fotográfiai film                                                             |
| 1876    | először vizsgálják a fényképek érzékenységi jellemzőit                       | Ferdinand Hurter és Vero Charles Driffield                 | új tudományág születik, szenzitometria                                                             |
| 1877    | világ első színes fényképe                                                   | Louis Ducos du Hauron                                      | javul az esztétikai kivitel                                                                        |
| 1878    | gyors záridős fényképezőgép                                                  | Eadweard Muybridge                                         | mozgássor megörökítése, lásd a kinematográfot                                                      |
| 1887    | első forgalomba hozatal                                                      | Eastman Kodak Co.                                          | celluloid alapú film                                                                               |
| 1888    | Kodak forgalomba hozta n°1 box kameráját, megnyitotta első előhívó laborjait | Kodak                                                      | speciális kémiai ismeretek nélkül is lehetett fotózni                                              |
| 1891    | kinetoszkóp szabadalmaztatása                                                | Thomas Edison                                              | „kukucskáló mozi”, egyszemélyes filmnéző                                                           |
| 1895    | kinematográf szabadalmaztatása                                               | Auguste és Louis Lumière                                   | filmvetítés, a mozi születése                                                                      |
| 1898    | összecsukható kamera                                                         | Kodak                                                      | 'Folding Pocket Kodak' reklámnéven jelent meg                                                      |
| 1900    | Brownie fényképezőgép                                                        | Kodak                                                      | a fotózás a kispénzű emberek számára is elérhetővé vált                                            |
| 1901    | 20 mm-es, azaz 120-as formátumú rollfilm (Brownie) piaci bevezetése          | Kodak                                                      | |
| 1902    | fototelegráfia (képtávíró) elmélet kidolgozása                               | Arthur Korn                                                | képek adatformában vezetéken történő továbbítása                                                   |
| 1907    | Autokróm film, lemez piaci bevezetése                                        |                                                            | az első, amatőrök számára is használható színes képrögzítési eljárás                               |
| 1912    | 27 mm-es, azaz 127-es formátumú rollfilm piaci bevezetése                    | Kodak, 'Vest Pocket Kodak' gép                             | nagyobb formátumú film képnagyság                                                                  |
| 1914    | autográf rendszer bemutatása                                                 | Kodak                                                      | exponálási időben írásos információ rögzítése a fényképhez                                         |
| 1923    | Xenon villanó lámpa szabadalmaztatása, stroboszkóp                           | Dr. Harold Edgerton                                        | modern vaku, éjszakai felvételek, rossz világítás mellett történő képrögzítés                      |
| 1925    | 35 mm-es, azaz 135-ös formátumú rollfilm piaci bevezetése                    | Leica                                                      | filmgyártásban is alapfilmmé vált                                                                  |
| 1934    | 35mm-es, azaz 135-ös formátumú kazettás („napfénytöltésű”) kisfilm           |                                                            | a film gépbe történő befűzése világosban is lehetővé vált betakarás, illetve sötét helyiség nélkül |
| 1935-36 | forgalomba került a Kodachrome és az Agfacolor színes film                   | Kodak, Agfa                                                | kispénzű emberek is készíthettek színes fotókat                                                    |
| 1948    | Hasselblad kamera feltalálása, első Polaroid kamera piaci bevezetése         | Victor Hasselbad, illetve Edwin H. Land (Polaroid)         | |
| 1957    | tükörreflexes (SLR) kamera                                                   | Asahi Pentax                                               | |
| 1959    | az első Nikon F kamera és az Optima automata fotógép                         | Nikon, illetve Agfa (Optima)                               | optika és fényképezőgép kapcsolódása F bajonettel (beszűrődő fény kizárása)                        |
| 1963    | Instamatic típusú kamera piaci bevezetése                                    | Kodak                                                      | |
| 1964    | Pentax Spotmatic SLR kamera                                                  |                                                            | |
| 1973    | CCD chip (100 sor és 100 oszlop)                                             | Fairchild Semiconductor(a Szilícium-völgy egyik első cége) | nagy felbontású képek rögzítése                                                                    |
| 1986    | 1 megapixeles szenzoros fényképezőgép                                        | Kodak                                                      | |
| 1994    | Az első LCD-kijelzős digitális fényképezőgép kereskedelmi forgalomban        | CASIO                                                      | CASIO QV–10A 320×240 pixeles felbontással és beépített memóriával (nincs cserélhető tár)           |
| 2003    | LED kijelzőjű digitális kamera                                               | Kodak                                                      | |